# Swiss Music Awards 2012
La 5ª edizione degli Swiss Music Awards si è tenuta il 2 marzo 2012 a Zurigo, Svizzera. È stata trasmessa, per la prima volta, live su SF zwei dalla Schauspielhaus Schiffbau e il giorno dopo sui canali ProSieben e Rouge TV. È stata condotta dall'attrice e modella Melanie Winiger e dal moderatore radiofonico Mario Torriani.
Durante una conferenza stampa il 1º febbraio 2012 sono state rese note le nomination per le varie categorie, oltre a quella per il Miglior talento nazionale che si conosceva già precedentemente. Per votare c'è stato tempo fino al 24 febbraio. Il vincitore della categoria "Miglior canzone nazionale" ha potuto essere votato in diretta dal pubblico il 2 marzo.

Il premio della giuria è stato assegnato a Andreas Vollenweider per i suoi 30 anni di carriera.

Gli artisti con più nomination, 3, sono i 77 Bombay Street e Bruno Mars.
I grandi vincitori della serata sono stati i 77 Bombay Street nelle categorie "Miglior canzone nazionale" e "Miglior album pop/rock nazionale" e la cantante britannica Adele nelle categorie "Miglior canzone internazionale" e "Miglior album pop/rock internazionale".
Gli artisti che si sono esibiti sul palco sono stati: James Morrison, Lovebugs, Silbermond, Stefanie Heinzmann, Züri West e The Overtones.

## Premi
I vincitori della categoria sono evidenziati in grassetto.

### Miglior canzone nazionale
- Up in the Sky - 77 Bombay Street
- Welcome To St. Tropez - DJ Antoine vs. Timati
- Elle - Stress feat. Noah Veraguth

### Miglior canzone internazionale
- Rolling in the Deep - Adele
- Grenade - Bruno Mars
- On The Floor - Jennifer Lopez feat. Pitbull

### Miglior album pop/rock nazionale
- Up in the Sky - 77 Bombay Street
- Neui Wält - Baschi
- Try My Love - Philipp Fankhauser

### Miglior album pop/rock internazionale
- 21 - Adele
- Doo-Wops & Hooligans - Bruno Mars
- Mylo Xyloto - Coldplay

### Miglior album urbano nazionale
- Freischwimmer - Kutti MC
- Eiland - Phenomden
- Renaissance II - Stress

### Miglior album urbano internazionale
- Watch The Throne - Jay-Z + Kanye West
- Aura - Kool Savas
- Planet Pit - Pitbull

### Rivelazione nazionale
- 77 Bombay Street
- Bastian Baker
- Tinkabelle

### Rivelazione internazionale
- Bruno Mars
- Caro Emerald
- Hugh Laurie

### Miglior album dance nazionale
- 2011 - DJ Antoine
- Smile - Mike Candys
- One Nation - Mr. Da-Nos

### Miglior talento nazionale
- Lisa Button - Chasing
- Dabu Fantastic - Sunne
- Boy - Little Numbers

### Premio della giuria (Outstanding Archiviement)
- Andreas Vollenweider